# Historia del uniforme de la Juventus de Turín

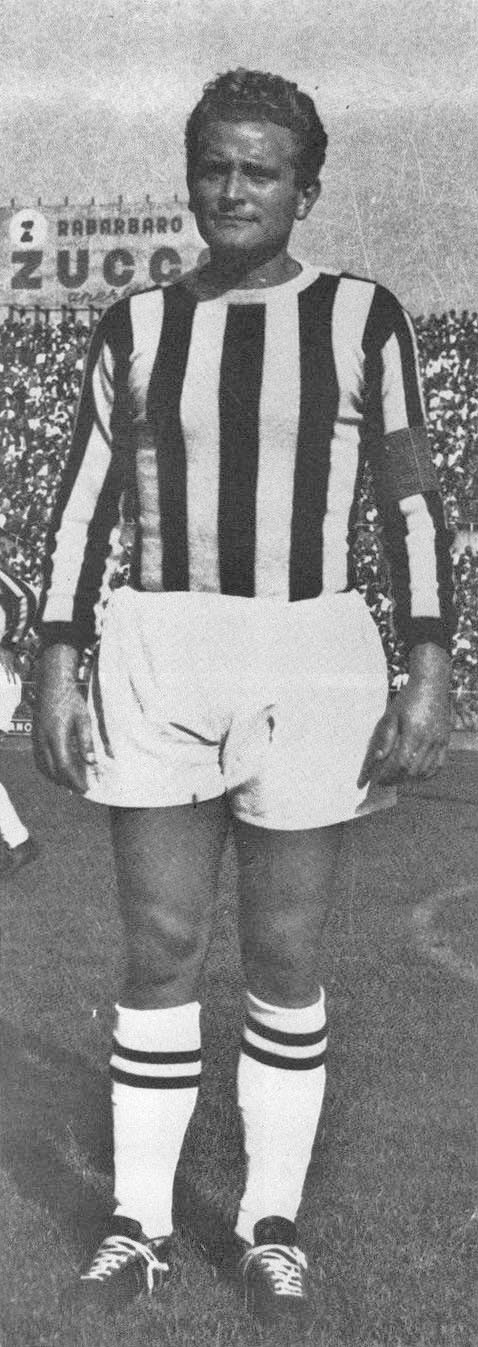
Giampiero Boniperti con el clásico uniforme de la Juventus: camiseta con franjas verticales blancas y negras, con pantalón y calcetines blancos.

El uniforme y símbolos de la Juventus de Turín han jugado un papel decisivo en la formación de la identidad corporativa y visual del club fuera del ámbito estrictamente deportivo desde finales del siglo XIX. Desde su debut oficial en el Campeonato Italiano de Fútbol de 1900, los colores utilizados por la Juventus de Turín en sus uniformes fueron el rosa y el negro, los mismos colores que eran usados en los uniformes deportivos de los estudiantes del Liceo classico Massimo d'Azeglio donde estudiaron los fundadores y primeros miembros del club. El uniforme que se convirtió en sello del juego del equipo, así como uno de los más emblemáticos en la escena deportiva mundial, en virtud de los éxitos obtenidos por la sociedad, la difusión de sus aficionados y su influencia sobre otros clubes —entre otros símbolos bianconeros— adoptado por numerosos equipos deportivos a nivel internacional, —inspirado en el uniforme del club Notts County— usado tres años más tarde de su debut, con franjas verticales blancas y negras —de donde proviene su apodo de bianconero— fue elegido por el inglés Gordon Thomas Savage, uno de los socios del club y el primer futbolista extranjero de la Juventus, para representar un «uniforme deportivo más profesional», así como un «símbolo de agresividad y poder», gracias a sus colores blanco y negro, que representan la pureza y la autoridad. Durante el siglo XX, con la llegada del profesionalismo al fútbol italiano, se comenzaron a incluir en los uniformes diferentes distintivos como la numeración, a finales de los años 1930, y las marcas de los patrocinadores oficiales del club, entre las décadas de los años 1970 y 1980. Por último, el escudo de la sociedad fue bordado en los uniformes por primera vez a mediados de los años 1990.
El escudo del club, hecho público por primera vez en 1905, no sufrió cambios en términos de diseño desde el final de la Primera Guerra Mundial, convirtiéndose en un símbolo deportivo perenne en el tiempo. El escudo tuvo, entre sus elementos principales, el nombre club, los colores que la sociedad adoptó en los primeros años años del siglo XX y la silueta de un toro (símbolo de la ciudad de Turín); durante los años setenta, por un corto tiempo fue reemplazado por la estilización de una cebra rampante, también símbolo asociado al equipo desde comienzos de los años 1900.
Otras de las características esenciales de la Juventus son la longevidad de su propiedad, que ha perdurado casi ininterrumpidamente desde los años 1920, un particular modelo de gestión que se resume en el lema conocido como las «tres S» —«Simplicidad, Seriedad, Sobriedad»—< la amplia difusión que distingue a sus aficionados, sin límites geográficos ni de clases sociales, y «envidia [al club] igualmente generalizada».

«Desde su fundación, la Juventus ha sido depositaria de una estética muy particular, dentro y fuera del campo, capaz de sintetizar lo aristocrático y lo elitista, lo noble con lo popular, el porte señorial con el sudor proletario.»
Juventus. 110 anni a opera d'arte, 2007.

## Uniforme

### Primer uniforme

#### Historia
«Quien viste nuestro uniforme se mantendrá fiel a él a pesar de todo y lo guardará como un precioso recuerdo.»
Fragmento de las declaraciones de Eugenio Canfari, uno de los fundadores de la Juventus, cuando asumió la presidencia en 1898.

##### Origen

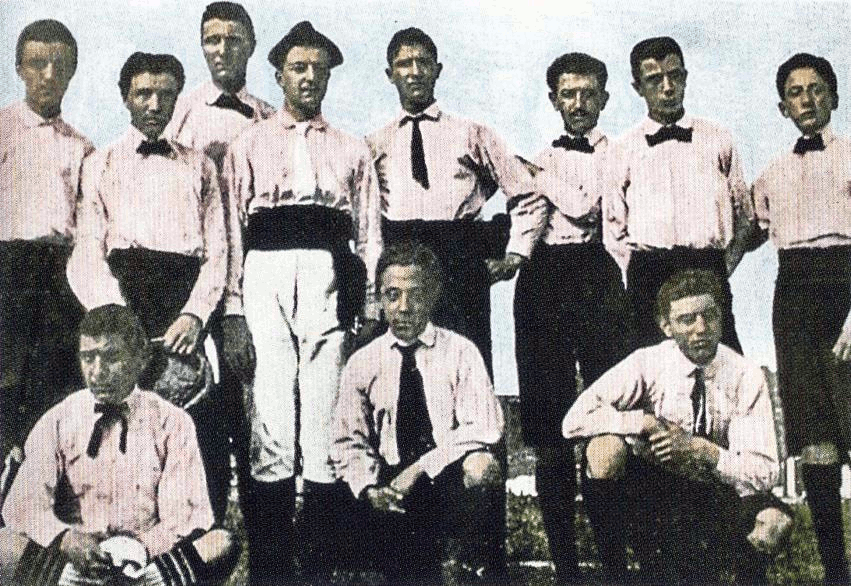
Los fundadores / futbolistas de la Juventus con el histórico uniforme rosa y negro.

La que comúnmente se considera la indumentaria histórica de la Juventus, una camisa de color rosa (con una corbata de lazo negra), acompañada de un pantalón y calcetines negros, fue introducido después de su reconstitución como «Foot-Ball Club» en 1899 y se adoptó originalmente, dada la situación financiera del club en sus inicios, esencialmente debido a la necesidad de utilizar la tela más barata disponible en el mercado, el percal rosa; este uniforme, que también incluyó voluminosos cinturones similares a las bandas de los jugadores de pelota vasca, y un gorro para identificar al capitán del equipo, se usó hasta inicios del siglo XX. Sin embargo, el primer uniforme de la Juventus de los años 1897-1898 fue una simple camiseta blanca con pantalón negro, usado en las diversas competiciones en las que participó el entonces «Sport-Club» a finales del siglo XIX.
Unos años después de la fundación, los uniformes rosas llegaron a su fin en la Juventus, tanto porque estaban irremediablemente desgastados por la práctica deportiva, como porque el rosa era visto por muchos como un color poco masculino. Según lo que atestiguan las memorias del fundador y posterior presidente Enrico Canfari, fue en ese momento cuando un inglés, de nombre Gordon Thomas Savage, uno de los socios del club y comerciante de productos textiles en Turín, además de futbolista del International Foot-Ball Club y árbitro en algunos partidos oficiales, se presentó y viendo el rosa pálido ya descolorido de las camisetas de los jugadores del club, propuso sustituirlas comprando en Inglaterra nuevos uniformes, rojos con bordes blancos similares a los utilizados por el Nottingham Forest.

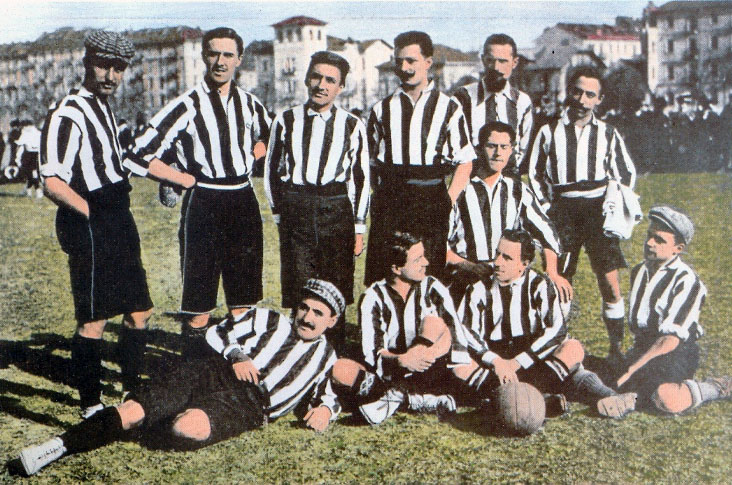
Una formación de la Juventus en 1908, cinco años después de adoptar los nuevos colores bianconeros.

Esto ocurrió aproximadamente en la primera mitad del siglo XX, sin embargo, con el paso del tiempo se perdió la certeza de una fecha exacta: la historiografía oficial fija convencionalmente este momento en 1903, aunque en sus memorias Enrico Canfari se limitó a hablar de «un percal delgado y rosado que traíamos, desvanecido al extremo, hasta el año 1902»; además, nuevas investigaciones realizadas en los años 2010 propiciaron la hipótesis de remontar incluso hasta diciembre de 1901 el abandono del color rosa.
Una vez hecho el pedido, Savage se puso en contacto con una fábrica textil de Nottingham y envío la orden de compra, acompañando como muestra la más maltrecha de las viejas camisas rosas. El empleado local, al ver la camisa rosa desteñida, pensó que era blanca y que estaba manchada. Por lo tanto, dada la coincidencia entre los colores blanco y negro del otro equipo de Nottingham, el Notts County, uno de los clubes de fútbol más antiguos de la liga inglesa y rival histórico del Garibaldi Reds, creyó conveniente enviar a Italia un juego de uniformes de las urracas.
En Turín, cuando la encomienda fue abierta, ninguno de los futbolistas y miembros del club estuvo conforme con las quince camisetas con franjas verticales blanquinegras, pero dada la proximidad del campeonato, no hubo más alternativas para los socios-jugadores juventinos: por lo tanto, tuvieron que usarlas, junto con el mismo número de pantalones y medias negras, y a veces con cordones a la altura del cuello. Desde entonces se convirtió en el uniforme oficial del equipo piamontés, ya que pareció «traer suerte» a la sociedad; con el tiempo, se convirtió en una de las camisetas de fútbol más famosas del mundo, tanto por los numerosos éxitos deportivos de los turineses como por ser utilizada como referencia, junto con las demás insignias de la Juventus, por varios otros clubes a nivel internacional.

«[La] Juve usa las camisetas [bianconeras] desde entonces, teniendo en cuenta los colores agresivos y fuertes. Un ejemplo de cómo el Notts ha contribuido a dar forma a uno de los mejores clubes del mundo, y la prueba de ello es que el uniforme de la Juventus es reconocible al instante en todo el mundo.»
Fragmentos de la historia del Notts County y artículos relacionados publicados en el periódico inglés Daily Mail.

##### Desde los inicios hasta los años 1960

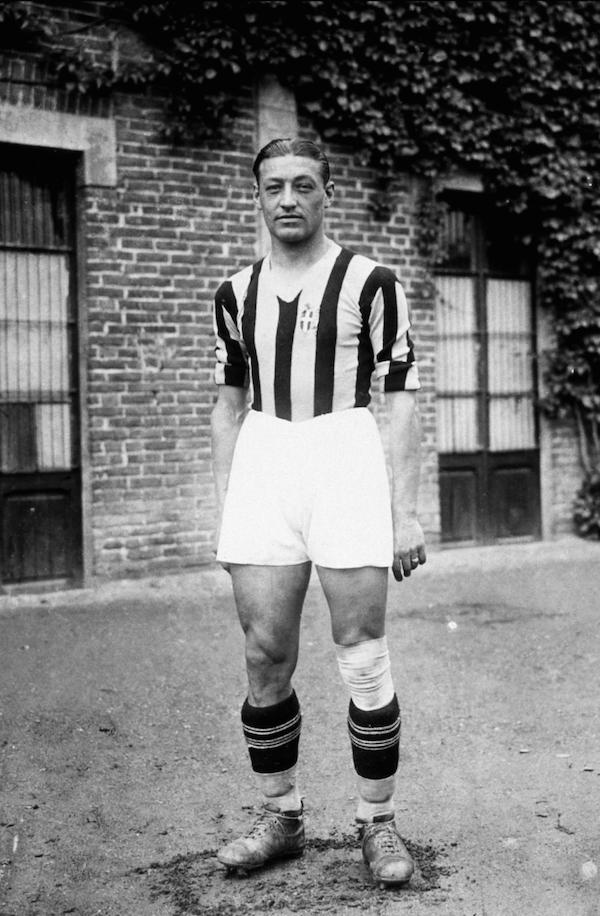
Umberto Caligaris en los años 1930 con el uniforme del Quinquenio de Oro: la camiseta es ceñida y se utilizan calcetines de color negro.

El equipo juventino que ganó su primer campeonato en 1905, dos años después de dejar de usar la camiseta rosa, llevó en el pecho ocho franjas que posteriormente se sometieron a un cambio: de un mínimo de siete rayas aumentaron a un máximo de nueve, semejante a las utilizadas por los jugadores durante el mítico Quinquenio de Oro (1931-1935). Durante esos años la camiseta sufrió una remodelación: se modificó el cuello redondo y fue sustituido por un cuello en V. El color del pantalón fue cambiado a blanco y se agregaron dos rayas blancas en los calcetines negros debajo de la rodilla.
La única novedad que se registró durante la década de 1940 fue la inclusión de un cuello redondo blanco y, de acuerdo con el reglamento de la Federación Italiana de Fútbol de la época, una numeración en la camiseta para la identificación de los futbolistas. Por lo tanto, la primera serie de dorsales fue impresa en color blanco sobre el fondo negro de la camiseta, gracias a un trazado más amplio.

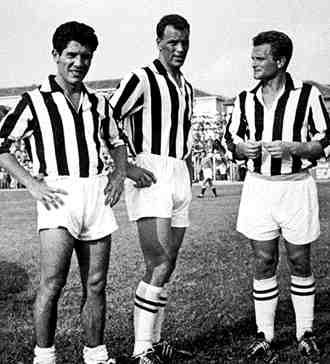
El Trío Mágico (Sívori, Charles y Boniperti) con las «camisas» de la temporada 1957-58.

Entre los años 1950 y 1960 se incluyeron franjas más anchas, de tela no elástica, acompañadas de la novedad de los números en la espalda, ahora coloreados en rojo: fue el primer elemento cromático en el uniforme del club que se apartó del clásico blanco y negro introducido a principios del siglo XX. Además, la forma del cuello cambió a circular. En la temporada 1956-57 —con la Juventus del Trío Mágico formado por Boniperti, Sívori y Charles— se adoptó definitivamente el color blanco en las medias, mientras que la camiseta se convirtió en una especie de túnica de tejido no elástico, con franjas anchas, con una forma más parecida a una camisa que a una prenda deportiva.
A comienzos de la campaña 1958-59, luego de obtener la aprobación de la Federación Italiana de Fútbol, fue bordada en la camiseta una «estrella de oro de cinco puntas» después del décimo título italiano conquistado pocos meses antes, en aquel momento, el nuevo récord nacional de títulos ganados en la máxima categoría: esto representó el primer caso en la historia del fútbol, en que se incluyó un distintivo para simbolizar la victoria de un determinado número de trofeos, un icono que luego fue replicado por numerosos clubes y selecciones nacionales de todo el mundo. El primer uniforme se mantuvo así, sin sufrir cambios, solo por una década.

##### Años 1970 y 1980

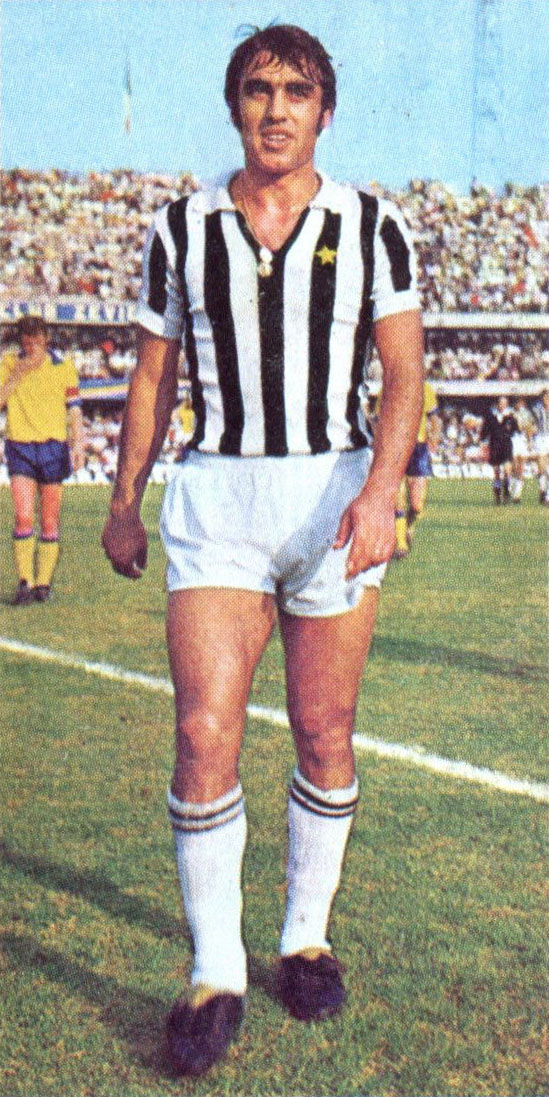
Pietro Anastasi con el uniforme de la Juventus durante la temporada 1970-71.

Las camisetas blancas y negras que se utilizaron permanentemente entre principios de los años 1970 y finales de la década de 1980 volvieron a tener un corte ajustado y una paleta más estrecha, incluso con once franjas, en una especie de homenaje al once titular del equipo. Los números en la camiseta volvieron a ser de color blanco, como lo habían sido hasta después de la Segunda Guerra Mundial, y se colocaron dentro de recuadro negro en la espalda. Los pantalones, cortos y ajustados, también fueron de color blanco al igual que los calcetines, en los que destacaban dos líneas negras. Era la Juventus del llamado Ciclo Legendario (1972-1986), estas camisetas ajustadas fueron usados por futbolistas como Pietro Anastasi, Roberto Bettega, Antonio Cabrini, Franco Causio, Giuseppe Furino y Gaetano Scirea. 
El primer y más importante ciclo de Giovanni Trapattoni en el club (1976-1986) estuvo principalmente marcado por un nuevo cambio: retornaron las franjas más anchas sobre una camiseta menos ajustada al cuerpo, siempre con numeración blanca sobre fondo negro, precisamente desde 1979 —cuando, por primera vez, apareció el logotipo del proveedor Kappa— hasta 1993 y luego entre 2001 y 2004; la Lega Nazionale Professionisti autorizó a los clubes a incluir el logotipo de sus patrocinadores (los cuales fueron colocados en la parte derecha del uniforme, en el pantalón y en las medias), evento seguido en 1981 por la liberalización del patrocinio comercial, lo que permitió la exhibición de las marcas patrocinantes en la parte delantera de la camiseta.
Sin embargo, cabe precisar, que a pesar de la ya mencionada llegada de Kappa para «firmar» los uniformes bianconeros de la época, hasta la temporada 1988-89, las únicas camisetas las proporcionaba la pequeña fábrica Savio-Romano, estas camisetas, todavía eran hechas a mano en algodón, sólo más tarde se limitó el patrocinador técnico «oficial» a colocar su logotipo, además de ocuparse de la venta a los aficionados, a través del naciente sector del merchandising deportivo.
Mientras tanto en 1982-83, en la nueva camiseta se agregaron dos estrellas —en reconocimiento del vigésimo título obtenido por el club en la temporada anterior— incluidas dentro de un particular «rectángulo» bordado de color dorado que a veces estuvo acompañada por el scudetto, y ligeramente más pequeña que en el pasado; este distintivo permaneció prácticamente inalterado de aquí en adelante hasta el final de la década.

##### Años 1990

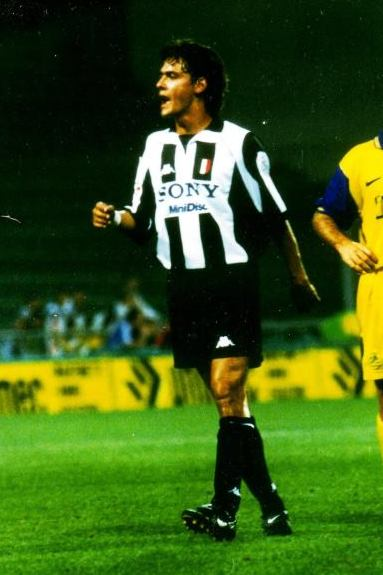
Filippo Inzaghi con el uniforme de la Juventus durante la temporada 1997-98.

Durante los años 1990 la camiseta estuvo carente de franjas blanquinegras en la parte de la espalda y el fondo de la sección dedicada al logotipo del patrocinante fue cambiada a color blanco (entre los años 1995 y 1998). Las camisetas ya no fueron confeccionadas de algodón sino de material sintético, convirtiéndose en «más lúcida y agresiva».
A mediados de la década, las dos estrellas doradas fueron modificadas: aumentaron de tamaño y fueron extraídas del «rectángulo». En la temporada 1997-98. la del centenario de la fundación de la sociedad, el fabricante Kappa creó una de las camisetas más peculiares en la historia de la Juventus, con franjas muy anchas (solo cinco, y solo en la parte delantera), las estrellas y el escudo del club —incluido en la camiseta por primera vez— cambiados a la manga izquierda, motivos circulares en la parte posterior y en los brazos, y predominio del color negro en el pantalón y en los calcetines.
En 1998-1999, se decidió hacer referencia a un antiguo modelo, con la reintroducción de los números rojos en la parte posterior de la camiseta como la usada entre los años 1950 y 1960, cuello blanco y las franjas tradicionales; en comparación con la temporada anterior, se mantuvo el color negro para el pantalón y los calcetines, en lugar del histórico blanco. En ese mismo año, como un síntoma de la presencia cada vez mayor de patrocinadores en el fútbol, se produjo la elaboración de uniformes confeccionados específicamente para la fase de eliminación directa de la Liga de Campeones, que vio sobre los uniformes juventinos bandas adicionales con el logotipo del patrocinador a lo largo de las mangas y el pantalón; un detalle que luego se amplió en la temporada 1999-00 a todas las competiciones.

##### Años 2000

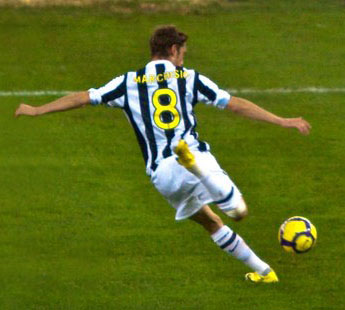
Claudio Marchisio en el año 2009, se puede ver en la parte posterior el apellido y el dorsal en amarillo, una constante gráfica en casi todas las camisetas juventinas utilizadas durante esta década.

A principios de la década de 2000 se produjo el breve paréntesis de Lotto, que en el bienio 2000-2002 reintrodujo una camiseta siguiendo la tradición de la Juventus, con números blancos sobre fondo negro. Mucho más atrevido fue el uniforme de la temporada 2002-03, caracterizado por numerosas inserciones negras y ribetes blancos para delimitar fuertemente la paleta; esta temporada seguirá siendo importante en la historia de las camisetas de la Juventus ya que, alineándose con la evolución contemporánea del marketing deportivo, a partir de entonces el club turinés comenzó a proponer el cambio anual de uniforme.
A partir de la temporada 2003-04 los uniformes fueron diseñados por Nike, que decidió la introducción de números de color amarillo, de manera similar con el Swoosh de la marca que apareció sobre la camiseta juventina. En la campaña 2004-05 hizo su aparición un cuello opalino en la camiseta, que contó con siete franjas blanquinegras. Al año siguiente las franjas aumentaron a nueve —con una pequeña bandera italiana en la espalda y la frase conmemorativa «Centenario del primer Scudetto 1905-2005» en la base del escudo— y hasta once franjas verticales en la temporada 2006-07 en segunda división —este último modelo inspirado en el que usó El Trío Mágico— con las dos estrellas sobre la manga izquierda.
La temporada 2007-08, la del regreso a la máxima categoría vio la reintroducción temporal del color rojo para la numeración en la espalda. En el siguiente campeonato, los nombres y los números de los jugadores fueron nuevamente de color amarillo, mientras que el uniforme delataba cierta inspiración en los del Quinquenio de Oro, con la adopción estándar de pantalón blanco y medias negras; la inspiración en el equipo de la primera mitad de los años 1930 continuó en la temporada 2009-10, con una camiseta local formada por nueve franjas blanquinegras con el borde de color blanco, la que se hizo icónica principalmente por el Trio dei ragionieri.

##### Años 2010
La década de 2010 comenzó para la Juventus con la temporada 2010-11, en la que las franjas blanquinegras tuvieron la peculiaridad de los bordes en zigzag, mientras que el pantalón y los calcetines volvieron a ser ambos de color negro como no había sucedido desde la campaña 2002-03. El uniforme del campeonato 2011-12, que quedará en los anales por el regreso al scudetto tras los años oscuros posteriores al Calciopoli, vio la reintroducción del color blanco para los pantalones y las medias, mientras que las franjas negras de la camiseta parecían deshilachadas en los lados para crear un efecto tridimensional.

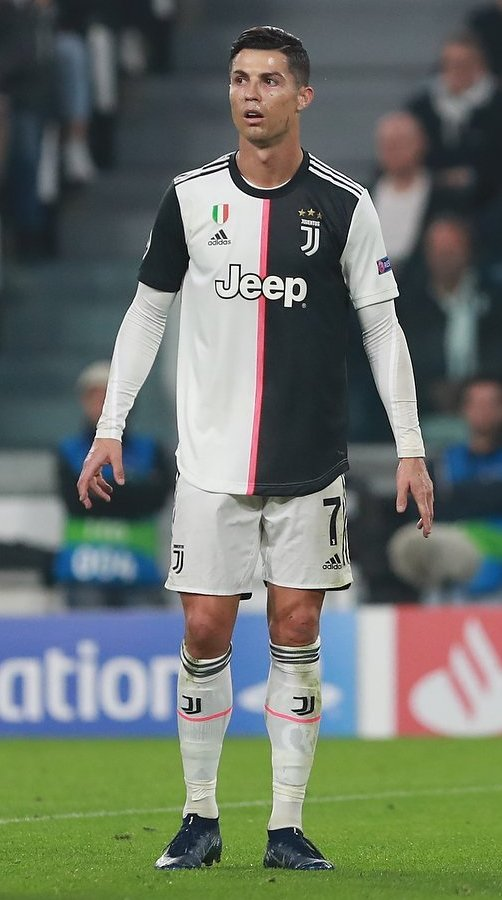
Cristiano Ronaldo en 2019: por primera vez desde 1903, la Juventus dejó de lado el histórico modelo de franjas verticales en favor de un estilo partido.

En la temporada 2012-2013 la camiseta blanquinegra adoptó una paleta más amplia, pero sobre todo destacaron los roces con la Federación Italiana de Fútbol por la cantidad de campeonatos ganados por la Juventus, que llevaron a la polémica eliminación de las estrellas doradas. La camiseta también supuso el abandono, después de casi una década, de la numeración en color en favor del clásico «cuadrado» negro; cabe destacar también la inclusión del histórico lema de Giampiero Boniperti «Vincere non è importante, è l'unica cosa che conta» («Ganar no es importante, es lo único que importa») en el interior del cuello.
El uniforme elaborado para el campeonato 2013-14 marcó el regreso del histórico scudetto ganado con un récord de 102 puntos, y el retorno al estilo de los años 1980 por la presencia de una franja más estrecha combinada con el cuello en V blanco. Para la temporada 2014-15, último año en el que Nike vistió al club turinés, la camiseta presentó una numeración negra sobre fondo blanco, así como un primer intento de interactuar con la afición a través de una encuesta en línea, que dio como resultado la adición del lema de la sociedad «Fino alla fine» («Hasta el final») en el interior del cuello.
La temporada 2014-15 marcó el inicio del vínculo con Adidas. En la segunda mitad de la década, la marca alemana osciló para la Juventus entre uniformes de estilo clásico aunque no abiertamente vintage, sobre todo el del campeonato 2017-18, que recuperó el gran palo negro en la espalda para incorporar la numeración, como ocurrió entre el período de entreguerras y la segunda posguerra, y otros de corte más moderno y experimental, como los del campeonato 2017, que incluyó una franja blanca adicional para enriquecer las franjas negras, y el de 2019, éste marcado por un mínimo número de franjas, sólo tres en total entre el frente y la espalda.
La década de 2010, sin embargo, se cerró con una ruptura disruptiva en la imagen del club: el uniforme de la campaña 2019-20 es de hecho el primero desde 1903 que excluyó las icónicas franjas de la Juventus en favor de un modelo partido, con el torso dividido verticalmente a la mitad entre el blanco y el negro, los colores estuvieron además separados por un delgado palo central rosa y con las mangas en contraste.

#### Evolución
| 1897-1899 | 1899-1903 | 1903-1915 | 1915-1920 | 1920-1922 | 1922-1926 | 1926-1927 | 1927-1929 | 1929-1931 |
| 1931-1936 | 1936-1942 | 1942-1943 | 1943-1950 | 1950-1951 | 1951-1952 | 1952-1953 | 1953-1957 | 1957-1958 |
| 1958-1959 | 1959-1960 | 1960-1961 | 1961-1962 | 1962-1965 | 1965-1966 | 1966-1967 | 1967-1968 | 1968-1970 |
| 1970      | 1970-1972 | 1972-1974 | 1974-1975 | 1975-1976 | 1976-1977 | 1977-1978 | 1978-1979 | 1979-1980 |
| 1980-1981 | 1981-1982 | 1982-1983 | 1983-1984 | 1984-1985 | 1985-1986 | 1986-1987 | 1987-1989 | 1989-1990 |
| 1990-1991 | 1991-1992 | 1992-1994 | 1994-1995 | 1995-1996 | 1996-1997 | 1997-1998 | 1998-1999 | 1999-2000 |
| 2000-2001 | 2001-2002 | 2002-2003 | 2003-2004 | 2004-2005 | 2005-2006 | 2006-2007 | 2007-2008 | 2008-2009 |
| 2009-2010 | 2010-2011 | 2011-2012 | 2012-2013 | 2013-2014 | 2014-2015 | 2015-2016 | 2016-2017 | 2017-2018 |
| 2018-2019 | 2019-2020 | 2020-2021 | 2021-2022 | 2022-2023 | 2023-2024 | 2024-2025 | 2025-2026 |           |

### Segundo uniforme

#### Historia

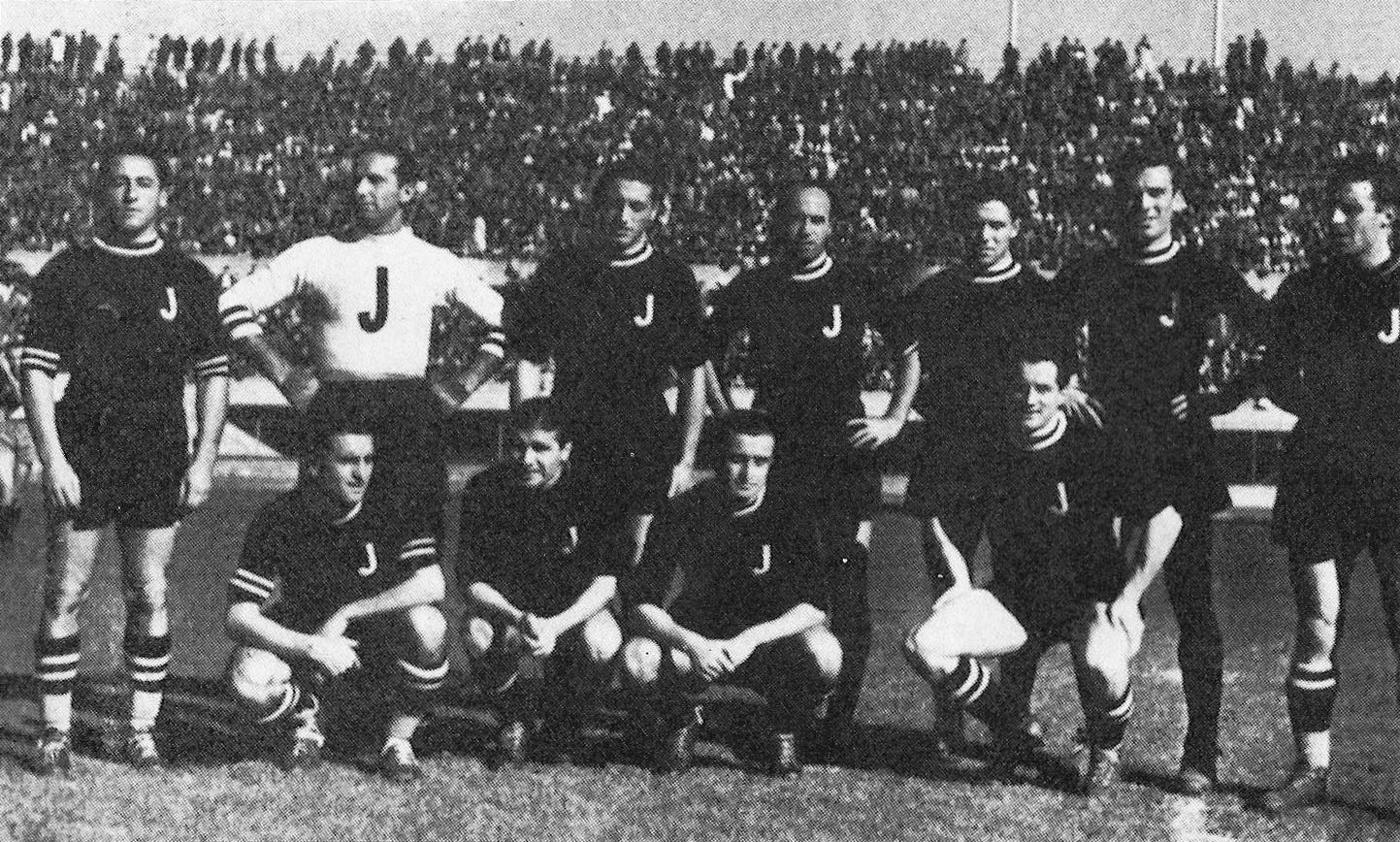
La Juventus de 1941-1942 en negro, uno de los segundos uniformes más clásicos del equipo de Turín, que se usó cíclicamente en varios momentos de su historia.

Las segundas camisetas de la Juventus, de las primeras décadas hasta el final de los años 1960, fueron históricamente de color blanco o negro. Solo en el período de entreguerras y después de la Segunda Guerra Mundial hubo una única y ocasional variación de importancia, una camiseta de color verde que se usó esporádicamente a principios de los años 1930 y que se retomó a finales de los años 1940 y 1950, esta vez rodeada además por una franja blanquinegra.
Un primer punto de inflexión se produjo a principios de los años 1970, cuando, tras casi dos décadas, se creó un nuevo uniforme alternativo, azul con el cuello y los puños blanquinegros. Fue idea del entonces dirigente juventino, Italo Allodi, y se estrenó al final de la temporada 1970-71, concretamente para el partido de vuelta de la final de la Copa de Ferias, que se disputó el 3 de junio de 1971, en Inglaterra, contra el Leeds United; en esa época la segunda camiseta de la Juventus era blanca, lo cual hubiera causado una confusión cromática con el uniforme del equipo local, que también era de color blanco. Muy similar a la camiseta azul usada por la selección de Italia, el uniforme pretendía enfatizar el carácter italiano de la Juventus, en ese momento único equipo del país que se encontraba participando en un torneo internacional.

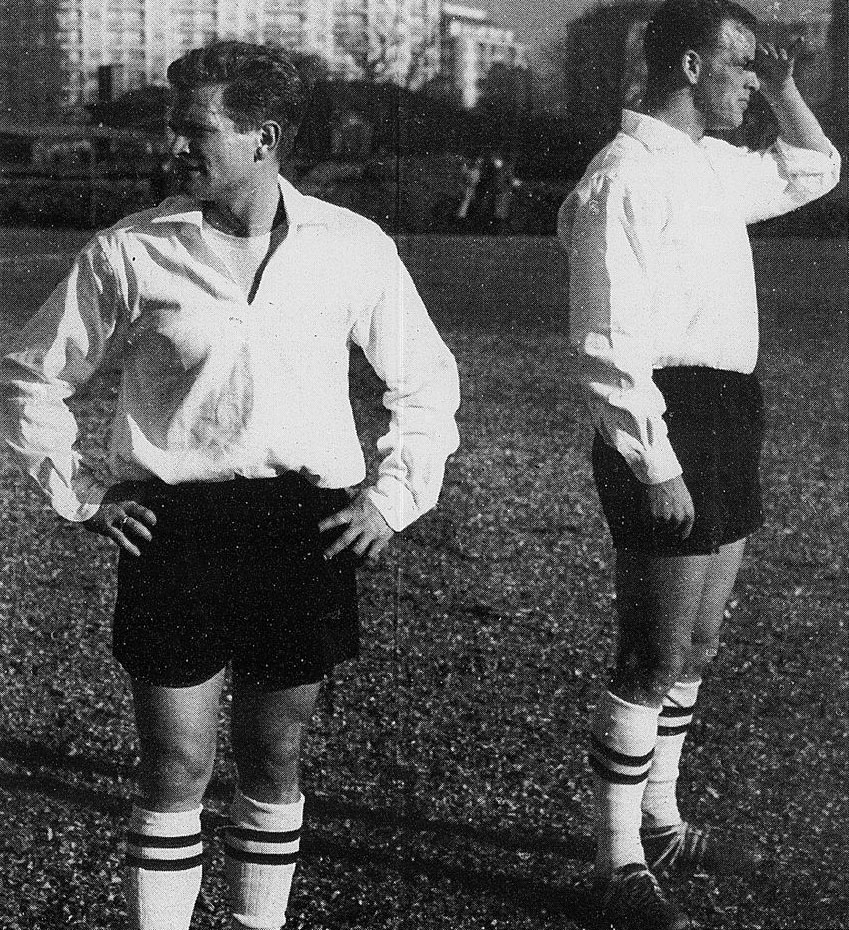
Boniperti y Charles en la temporada 1957-58 con el uniforme de visitante blanco y negro, que el club utilizó en varias ocasiones desde la posguerra hasta principios de la década de 1970.

Este uniforme, actualizado periódicamente con los más mínimos detalles, se estableció firmemente en Turín durante casi quince años hasta que, en la campaña 1983-84, fue sustituido por un uniforme compuesto por una camiseta amarilla, pantalón azul y medias amarillas —que, de hecho, reproducía los colores del escudo de armas de la ciudad de Turín— usado por el club piamontés hasta principios de 1990. Tanto el uniforme azul como el amarillo terminaron marcando algunas de las victorias internacionales más importantes de la Juventus en el siglo XX —respectivamente, la Copa de la UEFA 1976-77 y la Recopa de Europa 1983-84— permanente desde entonces en la memoria de los hinchas juventinos.
Tras una breve pausa de la temporada 1990-91, cuando se usó nuevamente un uniforme completamente negro, desde la temporada 1994-95 hasta la 1997-98 la segunda camiseta volvió a ser azul, con dos grandes estrellas situadas en los hombros: hasta la campaña 1995-96, estas fueron de color amarillo con bordes blancos, posteriormente las estrellas cambiaron a azul con bordes amarillos. Este uniforme, acompañó al club en la victoria de la Liga de Campeones 1995-96. Para el campeonato 1998-99, a pesar de que se propuso el mismo modelo mencionado anteriormente, marcó en cambio un primer retorno del blanco, con una camiseta impecable y dos estrellas negras. A finales del segundo e inicios del tercer milenio, también en el período 2002-2003 la camiseta de visitante fue totalmente blanca, con numerosos ribetes negros como variación cromática.
En el siglo XXI, se utilizó una segunda camiseta de color gris en la temporada 2000-01, mientras que para la campaña 2001-02 se creó un uniforme totalmente negro; color que se volvió a utilizar en 2006-07, esta vez en un traje mucho más elegante desde el punto de vista de los detalles. Para la segunda camiseta del torneo 2003-04, se volvió a proponer el uniforme rosa y negro usado originalmente por el club, con una camiseta que se caracterizó por un singular diseño gráfico en forma de cruz, mientras que durante la temporada 2004-05 se usó una peculiar camiseta con franjas verticales rosadas y azules de diferente anchura; para la campaña 2005-06 la vecchia signora utilizó una camiseta de color rojo con una franja vertical verdiblanca en la parte izquierda del pecho, con un efecto «tricolor» para conmemorar el centenario del primer título nacional obtenido por la Juventus. Para el campeonato 2007-08, la temporada del regreso a la máxima categoría, el uniforme de visitante fue nuevamente de color azul —en homenaje al trigésimo aniversario de la primera victoria de la Juventus en la Copa de la UEFA— con el pecho atravesado por dos líneas delgadas amarillas donde se agregó el logotipo del patrocinador.

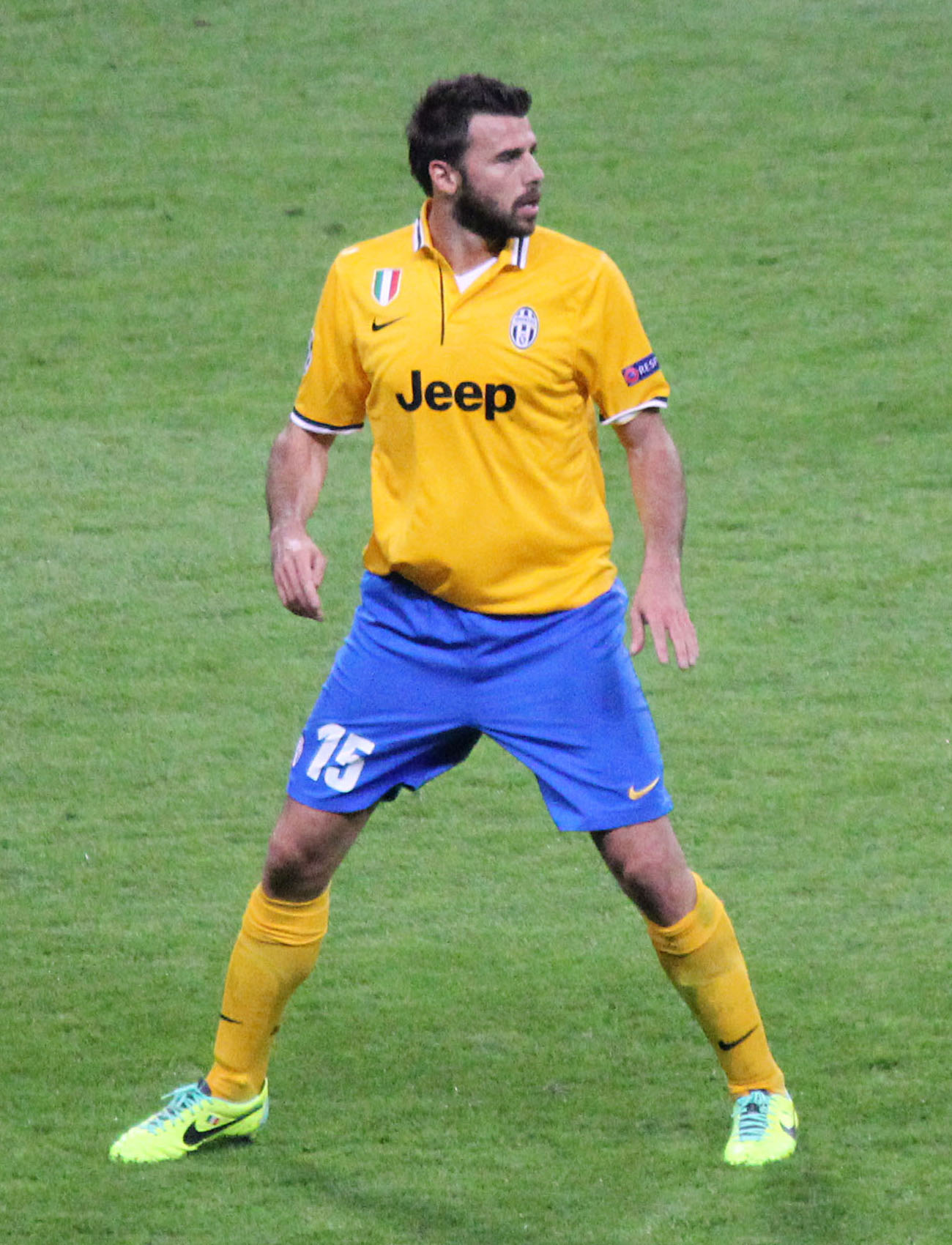
Andrea Barzagli con el segundo uniforme de la campaña 2013-14.

A comienzos de la década siguiente, la Juventus durante los años 2009-2010 vistió una camiseta de color acero con una franja diagonal blanquinegra en la parte delantera. El pantalón y los calcetines fueron negros, con una franja lateral con los colores de la sociedad y la palabra JUVENTUS en gris en la pantorrilla. Para la temporada 2010-11 la segunda camiseta volvió a ser completamente blanca, con una raya tricolor, con efecto de zigzag, que descendía desde la parte superior hasta la mitad de la camisa. El pantalón, que también fue de color blanco, tuvo una raya tricolor a cada lado en forma de zigzag, que combinó perfectamente con el resto del uniforme.
En la campaña 2011-12, se regresó a los orígenes del club, pero con un tono rosa más brillante. La camiseta se completó con la silueta de una gran estrella negra. En la siguiente temporada, el equipo volvió a vestir un segundo uniforme completamente negro —que rindió homenaje al utilizado en la temporada 1941-42 cuando el club obtuvo su segunda Copa Italia—; los dorsales y otros pequeños detalles fueron blancos. La equipación de visitante del periodo 2013-14 supuso el regreso de la combinación amarilla y azul, los colores de la ciudad de Turín, replicado con el esquema ya conocido la camiseta amarilla y el pantalón azul; esta vez, la camiseta tuvo los bordes de las mangas y el cuello blanquinegros, con los nombres y números en negro en la espalda. Hubo un nuevo retorno al pasado en la temporada 2014-15, con un traje azul adornado con discretos detalles amarillos; en el pecho, la camiseta se caracterizó por la presencia de tres grandes estrellas, compuestas por una serie de líneas con sombra sobre sombra, que se formaban desde el emblema del club.

#### Evolución
| 1941-1942 | 1942-1943 | 1943-1945 | 1945-1950 | 1950-1951               | 1951-1952               | 1952-1953 | 1953-1954 | 1954-1957 |
| 1957-1958 | 1958-1959 | 1959-1960 | 1960-1961 | 1961-1962 (1.ª versión) | 1961-1962 (2.ª versión) | 1962-1963 | 1963-1965 | 1965-1966 |
| 1966-1967 | 1967-1968 | 1968-1971 | 1971-1972 | 1972-1974               | 1974-1975               | 1975-1976 | 1976-1977 | 1977-1978 |
| 1978-1979 | 1979-1980 | 1980-1981 | 1981-1982 | 1982-1983               | 1983-1984               | 1984-1985 | 1985-1986 | 1986-1987 |
| 1987-1989 | 1989-1990 | 1990-1991 | 1991-1992 | 1992-1994               | 1994-1995               | 1995-1996 | 1996-1997 | 1997-1998 |
| 1998-1999 | 1999-2000 | 2000-2001 | 2001-2002 | 2002-2003               | 2003-2004               | 2004-2005 | 2005-2006 | 2006-2007 |
| 2007-2008 | 2008-2009 | 2009-2010 | 2010-2011 | 2011-2012               | 2012-2013               | 2013-2014 | 2014-2015 | 2015-2016 |
| 2016-2017 | 2017-2018 | 2018-2019 | 2019-2020 | 2020-2021               | 2021-2022               | 2022-2023 | 2023-2024 | 2024-2025 |
| 2025-2026 |           |           |           |                         |                         |           |           |           |

En 2013, la camiseta alternativa utilizada por la Juventus en la temporada 2011-12 ocupó el puesto 32 en la lista de las cincuenta mejores equipamientos de fútbol de todos los tiempos por material, forma y color elaborada por la revista bimensual de arte y diseño Complex. Siendo una de las dos únicas creaciones del bel paese incluidas en la lista, la publicación destacó el carácter italiano del diseño de la camiseta, los tonos de rosa y negro utilizados, así como la originalidad en la forma en la que la silueta de una gran estrella negra sobresale por encima del uniforme.

### Tercer uniforme

#### Historia

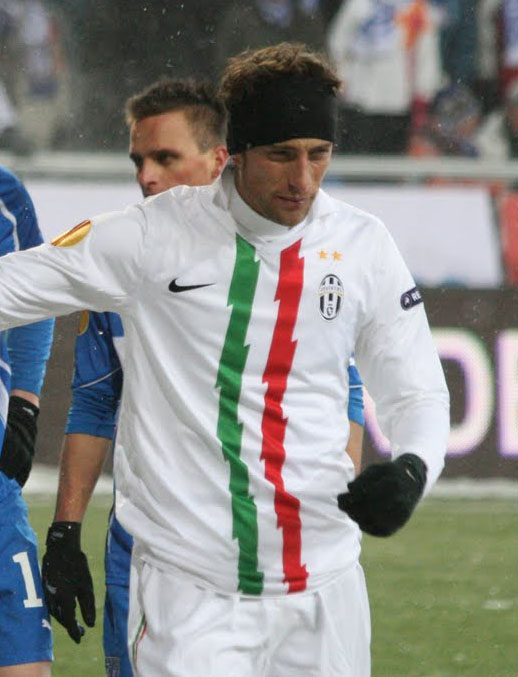
Claudio Marchisio con la tercera indumentaria usada por el club durante la temporada 2011-12.

Aunque la historia de la tercera camiseta de la Juventus comenzó convencionalmente solo con la última década del siglo XX, el club turinés ya había recurrido esporádicamente a uniformes adicionales de visitante en años anteriores. El experimento de principios de la década de 1940 permanece en los anales, con una camiseta blanca con un diseño particular, que llevaba una gran letra J de color negro en el centro del pecho, que, sin embargo, adquirió notoriedad gracias al uso que hizo de ella el portero de la Juventus de la época, Giuseppe Peruchetti. En febrero de 1962, con motivo del partido de vuelta de los cuartos de final de la Copa de Campeones, para distinguir a los jugadores turineses de los anfitriones del Real Madrid, se creó un uniforme negro de visitante, de facto un tercer uniforme frente a la equipación blanca preexistente. Sin embargo, la temporada 1983-84 fue la primera en la que se incluyó formalmente un tercer uniforme en la indumentaria del equipo: con el debut de la camiseta amarilla y azul como segundo uniforme, la anterior indumentaria azul pasó a ser la tercera opción, usada solo fugazmente en pretemporada.

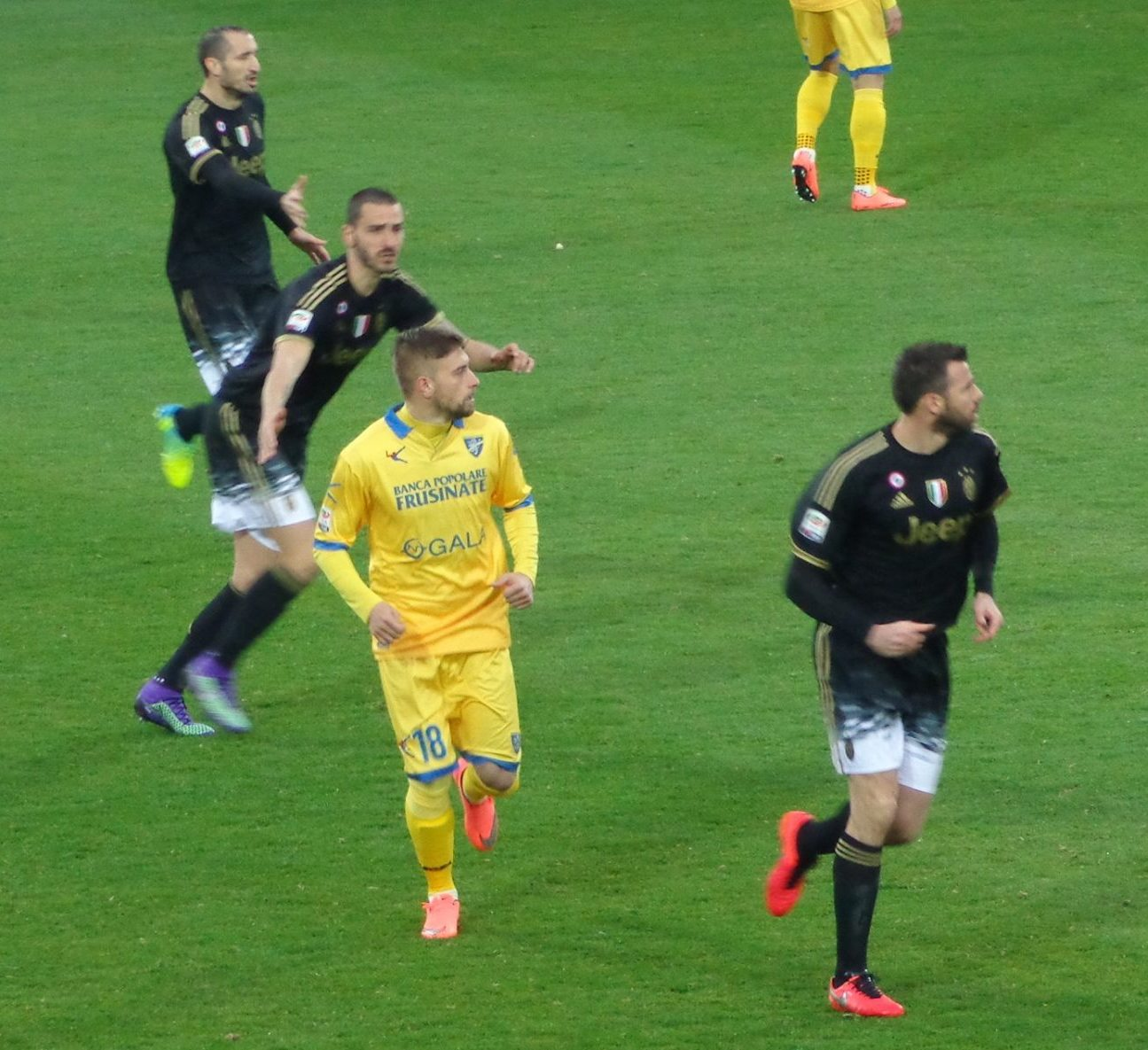
El trío defensivo BBC o Barzagli, Bonucci y Chiellini, con el tercer uniforme de la temporada 2015-16, un traje negro —color recurrente en la historia de los uniformes de visitante de la Juventus— aquí combinado con detalles en blanco y oro.

Fue solo a partir de la temporada 1990-91, cuando el uniforme amarillo y azul quedó relegado a este ámbito, la sociedad bianconera comenzó la producción de una tercera indumentaria de manera continua. Entre 1994 y 1996 el club usó una camiseta negra con dos estrellas amarillas sobre los hombros —el mismo modelo que se utilizó simultáneamente como segundo uniforme de color azul—, mientras que entre 1996 y 1997 usó una camiseta completamente negra con amarillo, con un particular diseño, la estilización del hocico de una cebra, que se extendía por todo el torso; no hace falta decir que, a pesar del inicio de la confección de tales uniformes, a fin de cuentas nunca fueron utilizados por los jugadores de campo —excepto los guardametas— en algunos encuentros oficiales.
A finales del segundo e inicios del tercer milenio, cromáticamente llegaron a dominar los diferentes tonos de azul, mientras que durante la campaña 2005-06 se vio nuevamente después de una discreta ausencia el uniforme amarillo y azul usado en la década de 1980. Posteriormente, por un corto período de tiempo, la Juventus no tuvo disponible un tercer modelo «original», debido a que entre las temporadas 2006-07 y 2013-14, el proveedor de la indumentaria Nike decidió reutilizar, como tercera equipación, el uniforme alternativo de la temporada anterior.
La temporada 2014-15 vio el regreso de una tercera camiseta diseñada para la ocasión, que después de más de cincuenta años desempolvó el color verde; una elección similar fue replicada en la temporada 2017-18, de forma aún más retro, por el nuevo patrocinador Adidas que, a través de un concurso en línea entre los aficionados, propuso una reelaboración de la camiseta de visitante de la Juventus usada después de la Segunda Guerra Mundial, verde con una banda blanca y negra en el pecho. En esta segunda mitad de la década, también destacó el tercer uniforme de la campaña 2016-17, a su vez vinculado al pasado por tratarse de un traje blanco, sin embargo modernizado con la inclusión de rayas de cebra en las mangas, para hacer referencia a la mascota del club.

#### Evolución
| 1941-1942 | 1942-1943 | 1943-1945 | 1983-1984 | 1990-1991 | 1991-1992 | 1994-1995 | 1995-1996 | 1996-1997 |
| 1998-1999 | 1999-2000 | 2000-2001 | 2003-2004 | 2004-2005 | 2005-2006 | 2006-2007 | 2007-2008 | 2008-2009 |
| 2009-2010 | 2010-2011 | 2011-2012 | 2012-2013 | 2013-2014 | 2014-2015 | 2015-2016 | 2016-2017 | 2017-2018 |
| 2018-2019 | 2019-2020 | 2020-2021 | 2021-2022 | 2022-2023 | 2023-2024 | 2024-2025 |           |           |

### Uniforme del guardameta

#### Historia
Tradicionalmente el color que ha predominado en los uniformes de los guardametas de la Juventus de Turín ha sido el negro, que dominó durante las épocas de Lucidio Sentimenti, Giovanni Viola y Roberto Anzolin; y en segundo lugar el gris, convertido en icono por Dino Zoff —también con la selección de fútbol de Italia—; un hecho singular ocurrió a mediados de la década de 1980 cuando la unión de estos dos colores generó una camiseta con el torso gris con hombros y mangas negras. El hecho es que, durante aproximadamente los primeros ochenta años de vida del club, el único cambio significativo lo representó una camiseta blanca, a menudo con doble ribete negro de contraste en el cuello y las mangas, que marcó la etapa de Gianpiero Combi en el período de entreguerras, y volvió a estar brevemente de moda después de la Segunda Guerra Mundial gracias al ya mencionado Viola y posteriormente con Giuseppe Vavassori y Carlo Mattrel.
Entre finales de los años 80 y principios de los años 90 las empresas encargadas de la elaboración de la indumentaria del club tuvieron mucha libertad a la hora de diseñar los uniformes de los porteros. Cabe señalar que hasta ese momento, la dotación técnica reservada a los guardametas era independiente del resto del equipo, pudiendo por lo tanto los primeros acordar con marcas distintas a las que vestían a sus compañeros; sin embargo, los porteros de la Juventus en cualquier caso, estaban obligados a usar los patrocinadores oficiales del equipo también en sus camisetas. En este período, se destacaron algunas camisetas de colores chillones, confeccionadas por Uhlsport para Stefano Tacconi, que de alguna manera reflejaban el espíritu histriónico del entonces número 1 del equipo: entre ellas quedó en la memoria la camiseta negra con llamas verdes, que marcó el doblete continental de la temporada 1989-90. En el bienio 1992-1994, Reusch, proveedor de Angelo Peruzzi, que entretanto se convirtió en el propietario de los postes bianconeros, también creó llamativas equipaciones con patrones muy complejos.
Hubo que esperar hasta la campaña 1994-95 para que los uniformes del guardameta se convirtieran en parte integral de la indumentaria del club. Los modelos creados a partir de ese momento por Kappa, la primera marca que propuso una política estilística similar, se simplificaron en color y diseño, con plantillas inspiradas en el segundo uniforme de la Juventus de la época: se recuerda sobre todo la camiseta amarilla con estrellas azules en los hombros, usada por Angelo Peruzzi en la victoriosa final de la Liga de Campeones de la UEFA 1995-96. Entre 1996 y 1998 hubo un último salto de imaginación, cuando Peruzzi, que normalmente prefería los históricos y sobrios colores negro o gris, por razones de similitud de equipaciones, ocasionalmente vistió una variante con colores invertidos del entonces tercer uniforme del equipo, es decir, una camiseta completamente negra con amarillo, con un particular diseño, la estilización del hocico de una cebra, que se extendía por todo el torso.

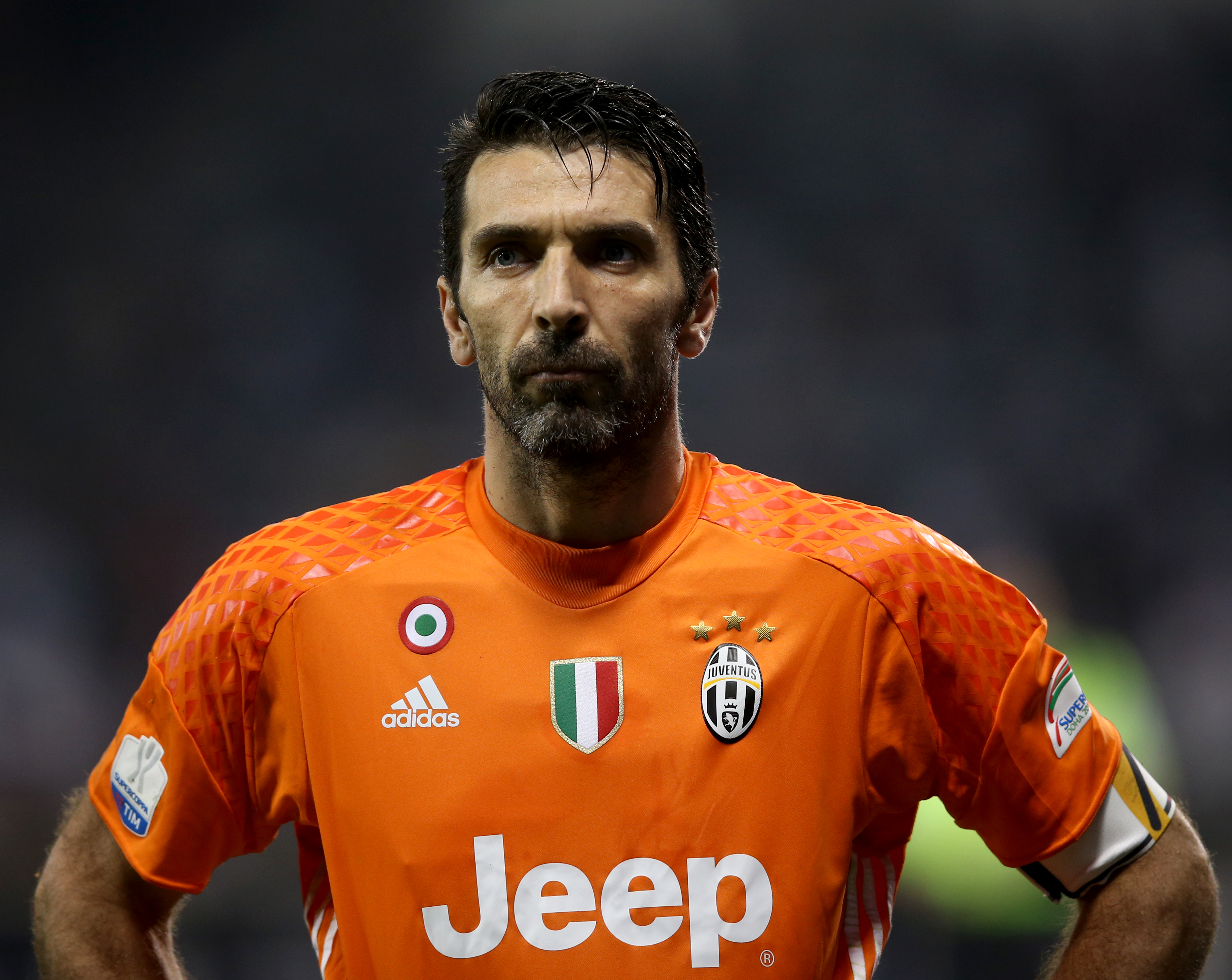
Buffon con la camiseta de la temporada 2016-17.

Ya con la temporada 1998-99 se volvió al pasado, cuando se usaban las clásicas camisetas negras o grises, estrictamente en un solo color; práctica que también se confirmó en el posterior y breve interregno de Edwin van der Sar —el primer portero de origen no italiano en la historia del club—, entre 1999 y 2001.
Las fantasías particulares fueron propuestas nuevamente por Lotto en la temporada 2001-02, con el inicio de la epopeya de casi veinte años de Gianluigi Buffon en Turín, cuando el uniforme del portero presentaba llamativas líneas curvas que se cruzaban, y aún más en la campaña 2002-03, con un diseño que recordaba la silueta del torso desnudo de un hombre. Desde la llegada de Nike, Buffon adoptó como su primer uniforme la indumentaria de visitante del equipo bianconero, como el uniforme de color rosa en la temporada 2003-04, el azul en el campeonato 2004-05, la camiseta con la franja vertical de color rojo y blanco en la temporada 2005-06 y el uniforme negro en algunos partidos de la Serie B 2006-07.
Entre 2010 y 2012 hubo dos colecciones inspiradas en los colores de la bandera italiana: en la temporada 2010-11 los porteros del club vistieron una camiseta blanca con rayas en zigzag en las mangas, de color rojo a la izquierda y verde a la derecha, mientras que la camiseta de la temporada 2011-12 fue completamente negra con inserciones tricolores en los laterales; de aquí en adelante con el posterior cambio de proveedor en 2015 entre Nike y Adidas, se produjo un retorno general a la sobriedad, por lo general se utilizan uniformes monocromáticos y con pocos detalles, normalmente tono sobre tono.

#### Evolución
| 1909-1913 | 1913-1920 | 1920-1922 | 1922-1926 | 1926-1927 | 1927-1929 | 1929-1931 | 1931-1933              | 1933-1936              |  |
| 1936-1941 | 1941-1942 | 1942-1943 | 1944-1950 | 1950-1951 | 1951-1952 | 1952-1953 | 1953-1958 (1.ªversión) | 1953-1958 (2.ªversión) |  |
| 1958-1959 | 1959-1960 | 1960-1961 | 1961-1962 | 1962-1965 | 1965-1966 | 1966-1967 | 1967-1968              | 1968-1970              |  |
| 1970-1972 | 1972-1974 | 1974-1975 | 1975-1976 | 1976-1977 | 1977-1978 | 1978-1979 | 1979-1980              | 1980-1981              |  |
| 1981-1982 | 1982-1983 | 1983-1984 | 1984-1987 | 1987-1989 | 1989-1991 | 1991-1992 | 1992-1993              | 1993-1994              |  |
| 1994-1995 | 1995-1996 | 1996-1997 | 1997-1998 | 1998-1999 | 1999-2000 | 2000-2001 | 2001-2002              | 2002-2003              |  |
| 2003-2004 | 2004-2005 | 2005-2006 | 2006-2007 | 2007-2008 | 2008-2009 | 2009-2010 | 2010-2011              | 2011-2012              |  |
| 2012-2013 | 2013-2014 | 2014-2015 | 2015-2016 | 2016-2017 | 2017-2018 | 2018-2019 | 2019-2020              | 2020-2021              |  |
| 2021-2022 | 2022-2023 | 2023-2024 | 2024-2025 |           |           |           |                        |                        |  |

### Uniformes conmemorativos
Durante su historia la Juventus esporádicamente salió al campo usando uniformes especiales, no relacionados con su equipamiento de temporada sino creados ad hoc para partidos específicos o aniversarios. Las más conocidas siguen siendo las camisetas confeccionadas para coincidir con el aniversario del club, que convencionalmente se celebra el 1 de noviembre: para el nonagésimo aniversario y para el centenario, Kappa elaboró uniformes, manteniendo las marcas publicitarias de la época, reproduciendo la combinación original rosonera del equipo; la versión de 1987 —cuando por primera vez se volvió a utilizar el histórico uniforme juventino de los orígenes— utilizado el 1 de noviembre durante un partido de liga contra el Avellino, se caracterizó por tener un gran cuello blanco, mientras que la de 1997, usada el 3 de agosto para un partido amistoso disputado en Cesena ante el club inglés Newcastle United, tuvo un profundo cuello negro —que en la base incluía el logo del Juvecentus— y ribetes del mismo color que corrían longitudinalmente a lo largo de los brazos y las caderas.
Para el centenario de 2017, por el contrario, Adidas propuso un uniforme especial blanquinegro, inspirado en los años 1950 del club: usado el 5 de noviembre con ocasión del partido de local en la Serie A ante el Benevento, esta contó con los patrocinantes de la camiseta redimensionados y con tono negro sobre negro, así como la ausencia de apellidos en la parte posterior, mientras que en el pecho hubo otro detalle del pasado juventino como el «rectángulo»; dadas las circunstancias también se elaboró un traje vintage de color verde pino para los guardametas.
| 90 años | 100 años | 120 años | Guardameta 120 años |

### Uniformes especiales
En el transcurso de la historia juventina también existieron otros y fugaces uniformes especiales. Sólo tres se utilizaron en partidos oficiales: el celeste con bordes blanquinegros suministrado por Kappa el 20 de abril de 1983, con motivo del partido de vuelta de la semifinal de la Copa de Campeones de Europa contra el equipo polaco Widzew Lodz, de facto una variante del segundo equipamiento azul utilizado por el club entre los años 1970 y principios de los 80; la blanquinegra de estilo urban, fruto de la colaboración entre Adidas y la marca londinense Palace, que se usó el 30 de octubre de 2019 en el partido de liga en casa contra el Genoa; la rosa que reelaboró la segunda camiseta de la temporada 2015-16 siguiendo una estética «hand-painted», gracias a la colaboración entre la citada marca alemana y la marca Humanrace del cantante Pharrell Williams, que se utilizó el 25 de octubre de 2020 en el partido de liga en casa contra el Hellas Verona.
Otro ejemplo notable fue la camiseta verde confeccionada por Kappa para el equipo primavera de la Juventus y que se usó en los partidos de visitante entre 1970 y 1980.
En cuanto al ámbito no oficial, el 20 de agosto de 1986 Kappa volvió a confeccionar un kit negro con detalles blancos para un partido amistoso de pretemporada disputado en Roma ante la Lazio. En el verano de 1996, Kappa también elaboró una camiseta azul con detalles amarillos, basada en el segundo uniforme de la temporada anterior cuando el club ganó la Liga de Campeones), pero con las dos grandes estrellas de los hombros reemplazadas por bandas con el logotipo del patrocinador, replicado también en el pantalón; a esta camisa se le conoce coloquialmente como «4 Trofei» por haber sido utilizada por la Juventus para una cuarteta de amistosos contra reconocidos rivales.
En la pretemporada de 2007, Nike creó una especial camiseta de verano, completamente blanca con excepción de ribetes negros, con la cual el equipo disputó todos los compromisos amistosos previos al inicio oficial de la temporada 2007-08. Finalmente, para el partido amistoso contra el Al-Hilal disputado el 5 de enero de 2012 en la ciudad de Dubái (partido de despedida el guardameta Mohamed Al-Deayea) se realizó una variante en la primera camiseta, con los números y los nombres en color negro sobre un gran cuadrado blanco.
| Años 1970-80 Primavera | 1983 C. Campeones | 1986 v/s Lazio | 1996 "4 Trofei" | 2007 Verano | 2019-20 4.º Uniforme |  | 2020-21 Humanrace |  | 2021-22 4.º Uniforme |

### Patrocinio
El primer y más longevo proveedor de indumentaria de la Juventus fue Kappa, una empresa con sede en Turín que confeccionó los uniformes bianconeros desde la temporada 1978-79 hasta la temporada 1999-00, un vínculo que hizo historia en el fútbol, durando ininterrumpidamente durante veintidós años. La otra asociación más longeva de la Juventus fue con Nike, establecida durante doce años consecutivos entre las temporadas 2003-04 y 2014-15. Inmediatamente por detrás se encuentran los vínculos con Adidas, existente desde la temporada 2015-16 y con Lotto en el trienio 2000-2003; en este último caso, en la temporada 2000-01 el club incorporó a la marca trevignanesi el copatrocinador CiaoWeb, un portal web que de facto se convirtió en el patrocinador de la indumentaria durante esa temporada.
| Periodo       | Proveedor             | Patrocinador        |
| ------------- | --------------------- | ------------------- |
| 1979-1989     |                       | Ariston             |
| 1989-1992     | Upim                  |                     |
| 1992-1995     |                       |                     |
| 1995-1998     |                       |                     |
| 1998-1999     | D+ / TELE+            |                     |
| 1999-2000     | D+ / CanalSatellite / |                     |
| 2000-2001     | CiaoWeb               | TELE+ / Sportal.com |
| 2001-2002     |                       | Fastweb / Tu Mobile |
| 2002-2003     | Fastweb /             |                     |
| 2003-2004     | Fastweb /             |                     |
| 2004-2005     | /                     |                     |
| 2005-2007     |                       |                     |
| 2007-2010     | New Holland           |                     |
| 2010-2012     | BetClic / Balocco     |                     |
| 2012-2015     |                       |                     |
| 2015-presente |                       |                     |

## Símbolos

### Escudo
El escudo tradicional de la Juventus solo tuvo pequeñas modificaciones desde principios del siglo XX, «por lo que debe ser un punto de referencia fijo y constante». Algunos de sus elementos se utilizaron desde siempre, como el escudo oval con palos blancos y negros, con el nombre del club impreso en la parte superior y el vínculo con la ciudad de Turín a través de la representación de su escudo municipal.
El primer escudo del club, que data de 1905, fue bicolor y con lambrequines inspirados en el escudo de Turín de mediados del siglo XIX, coronado con una cinta blanca en la que estaba escrito el entonces lema del club, basado en una frase del siglo I, en latín, atribuida al teólogo cristiano Pablo de Tarso: Non coronabitur nisi legitime certaverit (No es coronado si no se compite de acuerdo con las normas). En 1921, estos ornamentos fueron reemplazados por la frase FOOT-BALL CLUB para resaltar su actividad principal y, además, se añadió en la parte superior la frase FONDATA NEL 1897 desplazando hacia la parte inferior el nombre de la sociedad, ambos formando un arco.
En 1921, el fondo, donde se encontraba el nombre del club en dorado, cambió su color del blanco original por un azul eléctrico, inspirado en el tono del cielo visto por el aviador y héroe de guerra italiano Francesco De Pinedo. El otro elemento principal del escudo juventino estuvo compuesto por un toro salvaje dorado, colocado dentro de una estructura hexagonal azul a la que luego se le añadió una corona mural. En 1929, se introdujo un escudo bicolor, formado por nueve franjas blanquinegras dentro del escudo oval, el nombre del club en un fondo negro rodeado por una línea blanca, que ocupaba la mitad inferior del escudo, una cebra en posición rampante mirando hacia el oeste, esta última inspirada en un icono diseñado originalmente para la Juventus por el dibujante Carlin en 1928, que lo propuso «para la antigua nobleza» e incluido dentro de un escudo francés antiguo negro y publicado en la revista Guerin Sportivo a finales de ese mismo año. Dos años más tarde, el escudo de la Juventus volvió al modelo utilizado en 1921, sufriendo algunos cambios: el toro salvaje, tomado del escudo turinés, fue reintroducido en color dorado en lugar de la cebra y, al igual que la corona mural sus dimensiones aumentaron considerablemente en comparación con el diseño original, mientras que el nombre del club fue escrito con caracteres cuadrados. El azul de De Pinedo fue reinsertado como fondo del toro y del nombre de la sociedad y fue utilizado durante toda la década.
Entre 1940 y 1971, los colores utilizados en el escudo de la Juventus fueron únicamente el blanco y el negro, con un breve aparición del gris. El fondo del escudo donde estaba escrito JUVENTUS se cambió a blanco, mientras que la corona mural y el toro salvaje de la ciudad saboyana, adquirieron tonos negros y grises respectivamente. En aquel año el emblema fue sometido a un primer e importante rediseño, el fondo del escudo turinés y las letras regresaron a ser de color azul, mientras que el escudo oval, ahora más redondeado que en el pasado, fue rodeado por una línea dorada; también se incluyó en el escudo como reconocimiento deportivo una estrella, que se mantuvo así hasta la temporada 1981-82 cuando se le unió una segunda, tras la obtención del vigésimo título nacional del club. En la temporada 1987-88, coincidiendo con el 90.º aniversario del club, se le añadió temporalmente al escudo una corona ornamental verde.
En 1990 el escudo fue modificado nuevamente: los elementos internos cambiaron de tamaño, las dos estrellas doradas fueron ubicadas en la parte superior externa del óvalo y el fondo del nombre del club volvió a ser blanco con letras negras, mientras que el escudo con el toro, en ese momento negro, pasó a ser dorado. En 1997, con motivo del centenario del club, el escudo estuvo acompañado por un logotipo específico por el aniversario, Juvecentus, que consistió en una línea de color amarillo que estilizaba el número 100, que a su vez incorporaba el nombre de la efeméride en un rectángulo blanco y negro, todo sobre fondo azul.
La última versión de este histórico emblema, creado por la agencia estadounidense Interbrand y presentado en Lisboa en el marco de la Eurocopa 2004, presentó una profunda remodelación del escudo anterior. En el interior del escudo se observaban los siguientes elementos: en la parte superior se encontraba una banda horizontal con fondo blanco y dentro de ella el nombre del club en letras mayúsculas sobre un borde dorado, que simboliza el honor; en la parte inferior se encontraba la silueta de un toro, símbolo de la ciudad de Turín, y sobre este una corona con torreones. Las estrellas doradas fueron eliminadas, ya que se consideran un reconocimiento deportivo —por lo tanto, variable en el tiempo— y no un elemento de identidad del club.

«Partiendo de la marca existente, un largo y cuidadoso estudio de los elementos gráficos nos permitió llegar a una solución con gran personalidad, en equilibrio entre el pasado y el futuro. El tratamiento gráfico se basa en un aireado juego de contrastes entre el blanco y el negro; el nombre Juventus es más legible, gracias a una fuente clara y moderna, y está subrayado por una línea gráfica amarilla que constituye el punto de luz de la marca. El vínculo con la ciudad de Turín se mantiene a través de una reinterpretación contemporánea de la heráldica de la ciudad.»
Museo del Marchio Italiano, 2014.

El 16 de enero de 2017, durante la Semana de la Moda de Milán, se presentó en el Museo Nacional de la Ciencia y la Tecnología Leonardo da Vinci un nuevo escudo corporativo, de hecho, realmente un logotipo, que fue implementado por el club turinés a partir de la temporada 2017-18. Esto trajo consigo una renovada identidad corporativa «que busca superar los esquemas típicos de la tradición futbolística y expresar el valor de la discontinuidad». Creado también por la agencia Interbrand, presenta un estilo minimalista y futurista —la abstracción gráfica lo hace replicable sobre cualquier fondo, característica que lo diferencia de los modelos tradicionalmente utilizados por los clubes de fútbol europeos (más parecidos a un escudo, heredado de la heráldica cívica)— combinando diferentes elementos iconográficos utilizados por el club en el pasado: está compuesto por un pictograma que reproduce una letra J mayúscula estilizada —incluida en la década de 1940 en las camisetas de los jugadores, y ahora convertida en una marca comercial bianconera— dividida en tres líneas verticales e inspirada en una frase de Gianni Agnelli en relación con la Juventus; que se curva hasta dibujar y proyectar el borde de un escudo francés antiguo, haciendo referencia al scudetto e, implícitamente, a la victoria como el principal objetivo societario— motivo por el cual también es definida como una imagen gestaltica. Sobre este monograma fue incluido horizontalmente la marca denominativa JUVENTUS escrito con una fuente creada específicamente para el club, denominada Juventus Fans, compuesto por cinco diferentes estilos tipográficos que invoca a su propia tradición industrial y la de sus orígenes, en blanco sobre fondo negro.

«[...] El nuevo logotipo es icónico y universal. Es lo suficientemente audaz como para hacer una declaración, pero lo suficientemente flexible como para aparecer junto a una amplia gama de nuevas experiencias, en el estadio y en otros lugares. Dejando intactas las rayas blancas y negras características del equipo, la Juventus busca transmitir el ilustre legado y el espíritu de uno de los equipos más importantes de Italia de la misma manera a un nuevo público y a los aficionados más acérrimos.»
Interbrand, 2017.

La renovada identidad visual de la Juventus fue premiada en 2017 en el 55.º D&AD Professional Awards de Londres, evento internacional especializado en diseño y dirección artística: el logotipo del club recibió el Graphite Pencil en la categoría Branding Schemes, Large Organisation, mientras que la fuente Juventus Fans obtuvo el Wood Pencil en la categoría Crafts for Design, Typefaces. Ese mismo año, con motivo del 120.º aniversario del club, el escudo también estuvo acompañado por un logotipo específico para las celebraciones, #JUVE120, compuesto por un trazo gráfico que estilizó, mediante la fusión de Juventus Fans y las franjas blanquinegras, el número 120. Finalmente, ocho meses después, el rediseño de la identidad de la marca juventina fue reconocido en la clasificación The Best and Worst Identities of 2017 realizada por la revista especializada estadounidense Brand New, siendo ubicado en el primer lugar en la categoría The Most Notable, Reviewed & Noted y en el sexto puesto de la categoría The Best Reviewed. Como parte de un proceso gradual de internacionalización del club, este logotipo fue reestilizado en la temporada 2020-21 con la eliminación de la marca denominativa y el mantenimiento únicamente del pictograma, elevado a símbolo único de la imaginería de la Juventus.

Logo utilizado desde 2017 hasta 2020.
El wordmark JUVENTUS escrito con la fuente Juventus Fans.
El logo #JUVE120 utilizado en 2017 para la celebración del 120.° aniversario del club.
Logo usado desde la temporada 2020-21.

### Iconografía

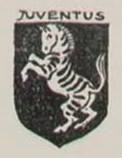
Icono de la cebra rampante diseñado por Carlin en 1928.

Inspirado en el icono diseñado por Carlin en 1928, a finales de la década de 1970 el club adoptó como segundo logo la silueta negra con líneas diagonales blancas de una cebra en posición rampante —símbolo del club— influenciada por el op-art, cuyo fondo estuvo flanqueado hasta la temporada 1981-82, por una estrella para representar la obtención de diez campeonatos italianos. Sobre este escudo se añadió además la marca denominativa y la abreviatura de la razón social Football Club escrita con letras de color negro sobre fondo blanco —JUVENTUS F.C.—, formando un arco; luego de la obtención de su vigésimo título nacional y de la asignación de la segunda estrella, ambos símbolos se unieron a cada lado del nombre. Finalmente, durante la primera mitad de la años 1990 se añadió el nombre del club en la parte inferior del emblema y las estrellas en la parte superior.
En el año 2003, la cebra rampante de la Juventus fue elegida por la revista especializada en diseño e identidad de marca Brand Identikit Magazine como el mejor símbolo futbolístico del mundo por su emblematismo simbólico, por la calidad del diseño y por su nivel de incisividad y diferenciación de emocionalidad:

«Lo que hace que este logotipo sea excepcional es, en primer lugar, su originalidad, tanto por la técnica gráfica adoptada como por el tema, obteniendo así una iconografía emblemática (un estilo moderno de la heráldica clásica) y una reconocibilidad única, ligada a los colores y a la librea de la camiseta a rayas de la Juventus. La cebra rampante se sigue asociando a la Juventus hoy en día, y muchos aficionados probablemente clamarían por ella, aunque sólo sea para diferenciarla del símbolo del toro —incorporado en el actual logotipo de la Juventus— que utiliza su rival de ciudad».
Brand Identikit Magazine, 2013.

### Himnos y canciones
«Juventus, Juventus
la squadra dei grandi sei tu
che non tramonta più».
Corrado Corradino, del primer himno de la Juventus de Turín, 1915.

Ese mismo año, la compañía discográfica italiana Durium también publicó en un disco de 45 RPM, el segundo himno de la Juventus, titulado Juve, Juve, compuesto por los músicos Lubiak y Renzo Cochis e interpretado por los Undici Bianconeri. de hecho, la pieza contó con la posterior coparticipación de Paolo Mario Limiti y Maurizio Seymandi en la letra y de Piero Cassano en la música.
En 1991 la compañía musical Eraora publicó Semper Juventus (Sempre Juventus) con letra y música del profesor Natalio Capranico, que fue incluido en el álbum Antologia Musicale; el cual fue el himno oficial del club hasta la temporada 1997-98; cuando fue sustituido por Grande Juve, bella signora, como parte de un proyecto publicado por la casa discográfica italiana Fonit Cetra.
Catorce años más tarde, tras un concurso organizado por el club un año antes entre sus aficionados, el himno bianconero es Juve (storia di un grande amore), escrito por Alessandra Torre y Claudio Guidetti, y con arreglos desde 2007 del cantante y músico Paolo Belli. Fue elegido el 29 de mayo de 2005, durante el último partido de Liga ante el Cagliari Calcio y durante la emisión del programa de televisión Quelli che il calcio, desde entonces el himno —con diversos arreglos— se escucha cada vez que el equipo disputa un partido en condición de local en el Juventus Stadium:

«Juve, storia di un grande amore
bianco che abbraccia il nero
coro che si alza davvero
Juve per sempre sarà».
Paolo Belli, Juve (storia di un grande amore), 2007.

### Mascota
Desde la década de 1980, coincidiendo con la apertura del fútbol italiano a prácticas como la mercadotecnia y, en particular, al merchandising, la Juventus incluyó dentro de sus símbolos corporativos tradicionales una mascota, dirigida especialmente a los jóvenes aficionados juventinos. Alrededor de 1985, debutó la primera mascota oficial del club, el perrito Giampi: se trataba de un bobtail con un mechón de pelo blanquinegro, uniforme juventino y banda tricolor; de hecho, una simple «operación-simpatía» que, en el nombre, recordaba al ídolo, así como, en su momento, presidente del club Giampiero Boniperti.
Giampi fue utilizado por la Juventus durante la siguiente década, cuando al comienzo de la temporada 1995-96, coincidiendo con una renovación de la imagen corporativa de la sociedad turinesa, fue sustituido por Alex: una mascota que, ya desde el nombre, estaba vinculado con el entonces número diez del equipo, Alessandro Del Piero, que era representado, ni más ni menos, en una caricatura: en la versión impresa, Alex fue el protagonista de algunas tiras cómicas publicadas en la revista oficial del club, Hurrà Juventus y en las publicaciones anexas Forza Juve y Play Juve destinadas a los aficionados más jóvenes; como mascota se ubicaba en la línea lateral del Stadio delle Alpi en los partidos de local de la Juventus. En octubre de 1999 fue el turno de Zig Zag, una cebra cuyo nombre pretendía ser «casi una invitación a los futbolistas de la Juventus para zigzagear entre los defensas rivales y marcar el gol decisivo para conseguir los tres puntos de la victoria».
En medio de ellos, en 1996, con motivo de las celebraciones por el centenario del club, el Juvecentus, se creó especialmente Bun Bun, una estrella vestida con una camiseta blanca y negra y antropomorfizada como futbolista, para acompañar todos los eventos relacionados con el primer siglo de la Juventus.
Tras unos años en los que la Juventus permaneció sin una mascota oficial, el 10 de septiembre de 2015 fue presentado J, una cebra con rasgos antropomórficos, destinada a identificar todo el trabajo del club con los jóvenes aficionados juventinos. Es de destacar también que, en vista de los XX Juegos Olímpicos de Invierno realizados en el año 2006 en la ciudad de Turín, entre 2004 y 2005, la Juventus y el Torino «adoptaron» a Neve y Gliz, las dos mascotas del evento olímpico, que animaban la previa y el entretiempo de los partidos disputados por ambos clubes, además el capitán de cada equipo entregaba una reproducción de ambas mascotas a los jugadores del equipo visitante.

### Stile Juventus
«Estar en la Juve era como trabajar en FIAT. Resultados, orden, disciplina.»
Dino Zoff, 2015.

El llamado Stile Juventus fue instituido con la llegada de la familia Agnelli a la dirección del club, y es reconocido como uno de los elementos que más distinguen la identidad del club piamontés; a veces también es conocido como Spirito Juventus, es una peculiar forma de gestión deportiva aplicada dentro de la entidad, inherente a la administración de empresas y a la cultura organizacional, con el fin de lograr el éxito con mayor eficacia. A menudo se refiere a la hendiatris conocida como las «tres S» —«Simplicidad, Seriedad, Sobriedad»—, desempeñó un papel decisivo en la transformación hacia el profesionalismo y la popularización del fútbol en Italia, influyendo también —directamente o indirectamente— en las decisiones directivas de otros clubes después de la Segunda Guerra Mundial (como el Torino a finales de la década de 1930, el Inter a finales de los años 1950 y el Milan en la segunda mitad de la años 80), y erigiéndose en un modelo organizativo de referencia para el deporte en la península itálica.
Algunos analistas en el ámbito de las ciencias sociales llegaron a la conclusión de que el término, adoptado por los medios de comunicación masivos en la década de 1930 (aunque el origen se remonta a 1914) y atribuido al abogado turinés Edoardo Agnelli, describe un modelo de gestión deportiva-comercial duradero, caracterizado por una notable capacidad de adaptación a la coyuntura nacional, y por la continuidad en el tiempo del principal accionista —iniciada en 1923 e ininterrumpida desde 1947— y, en consecuencia, la sinergia entre el club y la casa automovilística FIAT (aunque nunca fue gestionada directamente por ella), la planificación estratégica y el conjunto de políticas administrativas introducidas con éxito en la institución; otras características son los principios y valores que persigue, como «equidad, profesionalismo, capacidad de innovación continua y capacidad de perseguir y alcanzar el resultado con toda las fuerzas».
Sin embargo, la expresión también puede indicar una conducta deportiva que se refiere al conjunto de comportamientos, actitudes y valores que hacen referencia a «la elegancia, la moderación, la mesura, la disciplina y la concreción» —apreciados por la pequeña burguesía turinesa y que lo distinguen ante los ojos de la población media italiana—, expresada por una serie de personalidades vinculadas a la Juventus como jugadores, entrenadores, dirigentes y presidentes; la expresión tiene también cierta relación con otros conceptos relacionados con el club como orgoglio gobbo, fino alla fine y, en general, emozione Juventus y juventinità, es decir, el sentimiento de orgullo que se muestra al apoyar al equipo; además de hacer referencia, en su totalidad, a cualquier aspecto de su cultura deportiva, las costumbres y los hábitos de las diferentes personalidades vinculadas al club, así como la organización interna y además —en virtud de los orígenes del club y de la misma dinastía Agnelli— intrínsecamente ligada al «estilo saboyano» estrechamente relacionado con la cultura piamontesa.

## Apodos
La Juventus tiene como apodo principal Signora, en idioma piamontés, Madama, apelativo que, según el periodista Mario Pennacchia, tuvo su origen en la simplificación de la frase «hoy hemos visto una señora Juventus» expresada tras la victoria por seis goles a cero contra el Parma en la jornada inaugural de la Prima Divisione 1925-26. Inicialmente fue utilizado por diversos miembros del club, como jugadores y directivos, se extendió a nivel nacional tras la victoria en la finalísima por el título contra el Alba Roma, siendo desde entonces adoptado definitivamente por los aficionados al deporte para referirse a la Juventus. A nivel internacional se le conoce como La Vecchia Signora o simplemente La Vecchia, en antífrasis espontáneo con el nombre del club, y también como La squadra d'Italia debido a la difusión de sus de seguidores a través de las fronteras. Otro célebre sobrenombre de la sociedad turinesa es La fidanzata d'Italia, nacido principalmente a partir de la temporada 1932-33 tras el considerablemente crecimiento significativo del número de hinchas de la Juventus durante los éxitos deportivos obtenidos durante la década de 1930, a partir del profundo vínculo que se estableció precisamente en esa época entre el club y el equipo representativo nacional —algo que llevó a los aficionados al deporte a identificarlos casi como una sola entidad—, así como por la universalidad innata del nombre del club.

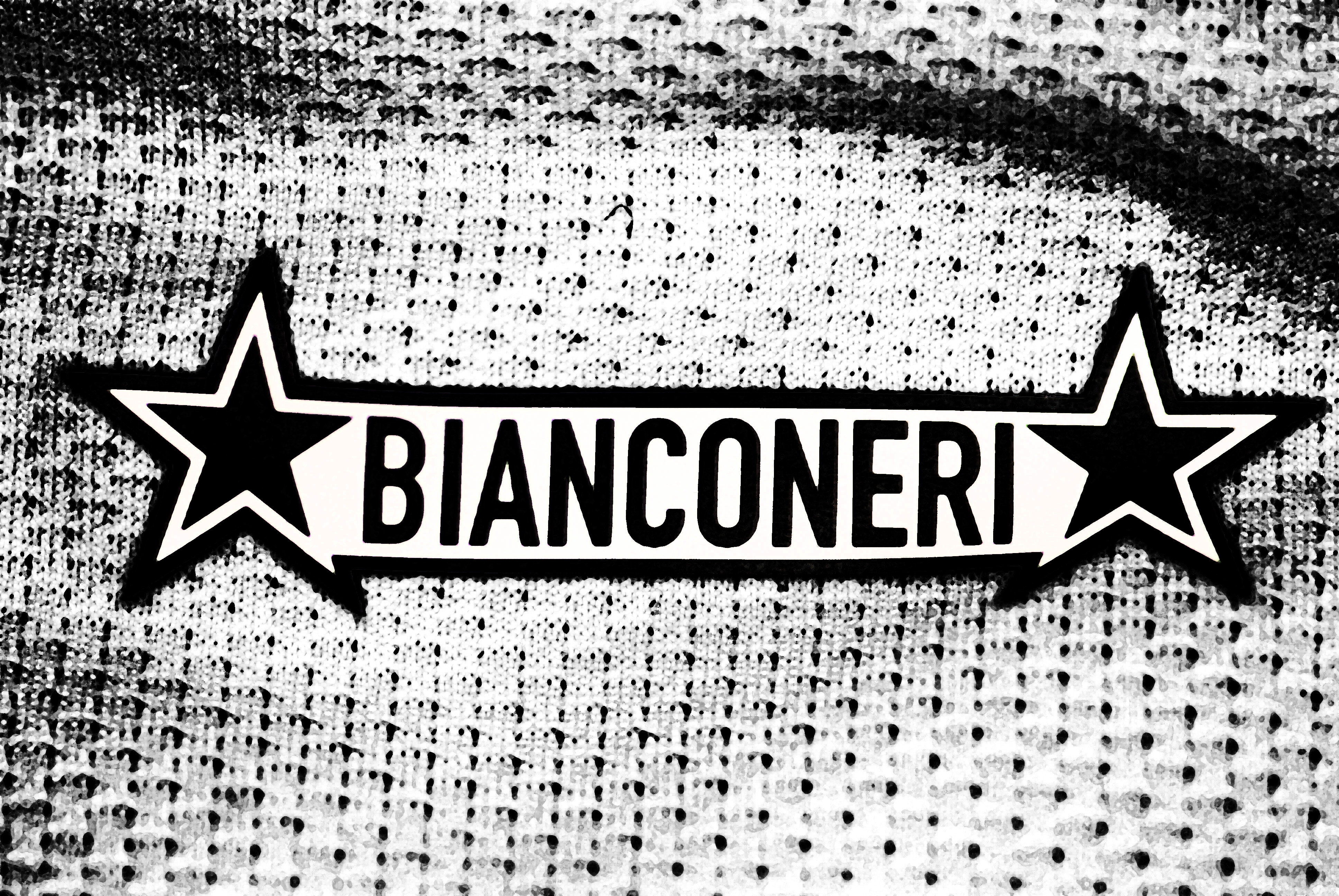
El sobrenombre Bianconeri rodeado por dos estrellas estampado dentro de la camiseta juventina de la temporada 2008-09.

Tanto los partidarios como los miembros del equipo también cuentan con otros apodos tales como I Bianco-neri, —inicialmente escrito con un guion—, por antonomasia, dado que los colores históricos asociados al uniforme titular son el blanco y el negro —y siguiendo la tradición anglosajona y británica de apodar a los clubes deportivos de acuerdo con sus colores corporativos— y La Zebre o Zebrati, por la mascota del club y por las franjas que históricamente han distinguido la camiseta de la Juventus.
Otro curioso apodo, que se habría originado por lo menos en la década de 1920, es Gobbi, por lo que el equipo es llamado ocasionalmente La Gobba (del piamontés gheuba posteriormente deformado en goeba o göba). Un caso especial, que con el tiempo adquirió un doble sentido: inicialmente fue usado de manera peyorativa contra los jugadores y aficionados de la Juventus, por los seguidores de los equipos rivales, con el pasar de los años fue utilizado por los mismos seguidores bianconeros, y desde entonces se ostenta con orgullo —el llamado «orgoglio gobbo»— como sinónimo de un comportamiento «decidido, voluntarioso, valiente y determinado en todos los frentes».
Sin embargo, el origen más probable de este término, se remonta a la temporada 1957-58, cuando los futbolistas piamonteses vestían una camiseta holgada, más parecida a una camisa, a diferencia de las camisetas ajustadas que utilizaban otros equipos de la época: cuando los jugadores de la Juventus corrían en el campo, la camiseta, que tenía una abertura en el pecho con cordones, al estilo inglés, creaba una protuberancia en la espalda (una especie de «efecto paracaídas») dando la impresión de que tenían, de hecho, una joroba. Principalmente en los década de 1970, la Curva Maratona, la sección más impetuosa de sus rivales históricos del Torino, a menudo entonaban el coro «gheuba, gheuba» como burla contra los hinchas de la Juventus durante el derby della Mole,  ya que este apelativo definía a una mujer mayor que solía estar encorvada, además de tener suerte, por lo que también se relacionaba con el apelativo más común de Vecchia Signora.
Por último, hasta los años 1970, el equipo también fue conocido como [La] Signora Omicidi, debido a los resultados conseguidos en el campo de juego, y La Sudista, por la predisposición de la sociedad de contratar futbolistas originarios del sur y, más ampliamente, por el marcado apoyo que tenía durante la década de 1930, en contraste con otros clubes de Italia septentrional, en esa región.

## Videografía
- Juvecentus: La grande storia della Juve (VHS (x5)). Italia: La Stampa. 1997. ID 32481552.
- La grande storia della Juventus (DVD (x11)). Italia: Rai Trade, LaPresse Group; La Gazzetta dello Sport. 2005. EAN 8032807021621.